# Mistrovství světa v judu 1999
XX. mistrovství světa se konalo v National Indoor Arena v Birminghamu ve dnech 7. října - 10. října 1999.

## Program
- ČTV - 07.10.1997 - těžká váha (+100 kg, +78 kg) a polotěžká váha (−100 kg, −78 kg)
- PAT - 08.10.1997 - střední váha (−90 kg, −70 kg) a polostřední váha (−81 kg, −63 kg)
- SOB - 09.10.1997 - lehká váha (−73 kg, −57 kg) a pololehká váha (−66 kg, −52 kg)
- NED - 10.10.1997 - superlehká váha (−60 kg, −48 kg) a bez rozdílu vah

## Výsledky

### Muži
| Kategorie | Zlato                   | Stříbro                | Bronz                    | Bronz                    |
| --------- | ----------------------- | ---------------------- | ------------------------ | ------------------------ |
| −60 kg    | Manolo Poulot (CUB)     | Kazuhiko Tokuno (JPN)  | Natik Bagirov (BLR)      | Nestor Chergiani (GEO)   |
| −66 kg    | Larbi Benboudaoud (FRA) | Hüseyin Özkan (TUR)    | Patrick van Kalken (NED) | Yordanis Arencibia (CUB) |
| −73 kg    | Jimmy Pedro (USA)       | Vitalij Makarov (RUS)  | Sebastian Pereira (BRA)  | Giorgi Revazišvili (GEO) |
| −81 kg    | Graeme Randall (GBR)    | Farchod Turajev (UZB)  | Kwak Ok-čchol (PRK)      | Čo In-čchol (KOR)        |
| −90 kg    | Hidehiko Jošida (JPN)   | Viktor Floresku (MDA)  | Ju Song-Jon (KOR)        | Adrian Croitoru (ROU)    |
| −100 kg   | Kósei Inoue (JPN)       | Čang Song-ho (KOR)     | Alexandr Michajlin (RUS) | Nicolas Gill (CAN)       |
| +100 kg   | Šin’iči Šinohara (JPN)  | Indrek Pertelson (EST) | Pan Sung (CHN)           | Selim Tataroğlu (TUR)    |

### Ženy
| Kategorie | Zlato                     | Stříbro                    | Bronz                       | Bronz                         |
| --------- | ------------------------- | -------------------------- | --------------------------- | ----------------------------- |
| −48 kg    | Rjóko Tamuraová (JPN)     | Amarilis Savónová (CUB)    | Sarah Nichilo-Rossová (FRA) | Anna-Maria Gradanteová (GER)  |
| −52 kg    | Noriko Narazakiová (JPN)  | Legna Verdeciaová (CUB)    | Kje Sun-hui (PRK)           | Marie-Claire Restouxová (FRA) |
| −57 kg    | Driulis Gonzálezová (CUB) | Isabel Fernándezová (ESP)  | Jessica Galová (NED)        | Michaela Vernerová (CZE)      |
| −63 kg    | Keiko Maedaová (JPN)      | Gella Vandecaveyeová (BEL) | Sara Álvarezová (ESP)       | Karen Robertsová (GBR)        |
| −70 kg    | Sibelis Veranesová (CUB)  | Ulla Werbroucková (BEL)    | Ylenia Scapinová (ITA)      | Kate Howeyová (GBR)           |
| −78 kg    | Noriko Annová (JPN)       | Jin Jü-feng (CHN)          | Céline Lebrunová (FRA)      | Diadenis Lunaová (CUB)        |
| +78 kg    | Beata Maksymowová (POL)   | Jüan Chua (CHN)            | Miho Ninomijaová (JPN)      | Karina Bryantová (GBR)        |